# Anas al-Abdah
Anas al-Abdah (1967) es un político sirio que fue presidente de la Coalición Nacional para las Fuerzas de la Oposición y la Revolución Siria entre marzo de 2016 y mayo de 2017.

## Primeros años
Nació en un suburbio de Damasco y se egresó en Geología en la Universidad de Yarmouk de Jordania, y posteriormente estudió una maestría en Geofísica en la Universidad de Newcastle upon Tyne de Inglaterra.

## Historia política
En 2006 Anas al-Abdah y otros activistas de la oposición siria fundaron el Movimiento para la Justicia y el Desarrollo en Siria en Londres. El mismo año se unió a la declaración de Damasco y se convirtió en uno de sus representantes en el extranjero.
Después del inicio de la guerra civil siria en 2011 cofundó el Consejo Nacional sirio y fue elegido como secretario. El consejo más tarde unió la Coalición Nacional para las Fuerzas de la Oposición y la Revolución Siria. Anas al-Abdah Devenía una parte del SNC delegado en la Geneva II Conferencia encima Siria.
El 5 de marzo de 2016, Anas al-Abdah fue elegido como el presidente de la Coalición Nacional, teniendo éxito Khaled Khoja.
El 9 de noviembre de 2016, la Coalición Nacional bajo Nas al-Abdah felicitacitó a Donald Trump después de ganar las elecciones presidenciales de Estados Unidos de 2016 como el presidente de los Estados Unidos. También pidió a Frank-Walter Steinmeier que imponga sanciones económicas a Rusia.
El 5 de diciembre de 2016, Anas al-Abdah, habló en una rueda de prensa en Erbil, Irak, que las fuerzas de Rojava Peshmerga basadas en el Kurdistán iraquí serían un factor estabilizador si se trasladaran a Siria y apoyaran a las facciones del Ejército Libre Sirio respaldados por el SNC. Dijo que la ofensiva lanzada por las Fuerzas Democráticas sirias (SDF) liderados por los del YPG para retomar la ciudad de Raqqa, produciría conflictos sectarios en el futuro, ya que YPG y grupos aliados como FSA no estaban cualificados militarmente y civil para retomar Raqqa. Alegó que la única fuerza cualificada para tomar Raqqa era la FSA apoyada por el SNC.